# Maithai Huajaisin
 (janvier 2021).
La mise en forme du texte ne suit pas les recommandations de Wikipédia : il faut le « wikifier ».
Les points d'amélioration suivants sont les cas les plus fréquents :
- Les titres sont pré-formatés par le logiciel. Ils ne sont ni en capitales, ni en gras.
- Le texte ne doit pas être écrit en capitales (les noms de famille non plus), ni en gras, ni en italique, ni en « petit »…
- Le gras n'est utilisé que pour surligner le titre de l'article dans l'introduction, une seule fois.
- L'italique est rarement utilisé : mots en langue étrangère, titres d'œuvres, noms de bateaux, etc.
- Les citations ne sont pas en italique mais en corps de texte normal. Elles sont entourées par des guillemets français : « et ».
- Les listes à puces sont à éviter, des paragraphes rédigés étant largement préférés. Les tableaux sont à réserver à la présentation de données structurées (résultats, etc.).
- Les appels de note de bas de page (petits chiffres en exposant, introduits par l'outil «  Source ») sont à placer entre la fin de phrase et le point final[comme ça].
- Les liens internes (vers d'autres articles de Wikipédia) sont à choisir avec parcimonie. Créez des liens vers des articles approfondissant le sujet. Les termes génériques sans rapport avec le sujet sont à éviter, ainsi que les répétitions de liens vers un même terme.
- Les liens externes sont à placer uniquement dans une section « Liens externes », à la fin de l'article. Ces liens sont à choisir avec parcimonie suivant les règles définies. Si un lien sert de source à l'article, son insertion dans le texte est à faire par les notes de bas de page.
- La présentation des références doit suivre les conventions bibliographiques. Il est recommandé d'utiliser les modèles {{Ouvrage}}, {{Chapitre}}, {{Article}}, {{Lien web}} et/ou {{Bibliographie}}. Le mode d'édition visuel peut mettre en forme automatiquement les références.
- Insérer une infobox (cadre d'informations à droite) n'est pas obligatoire pour parachever la mise en page.

Pour une aide détaillée, merci de consulter Aide:Wikification.
Si vous pensez que ces points ont été résolus, vous pouvez retirer ce bandeau et améliorer la mise en forme d'un autre article.
Maithai Huajaisin (en thaï ไหมไทย หัวใจศิลป์), né Monchai Raksachart (en thaï  มนต์ชัย รักษาชาติ), surnommé « Phra Ek yai » (« พระเอกใหญ่ ») et aussi « Le Michael Jackson de l'Isan », est un chanteur de musique traditionnelle thaïlandaise appelée Luk-thung et Mor lam,, né le 26 janvier 1968 dans la Province de Nakhon Ratchasima en Thaïlande.

## Carrière
Maithai Huajaisin est chanteur depuis 1994. Il est le dernier membre à rejoindre le groupe Sieng Isan.
Avant sa carrière avec Sieng Isan, Maithai avait participé aux chansons Rak Sao Nakhon Sawan et Hen Ther Thee German (Rendez-vous en Allemagne) de Lookphrae Uraiporn. Il a sorti son premier album Bao Phan Phuen Mueang en 2007.
C'est une des vedettes du Luk thung avec les chanteurs Suraphol Sombatcharoen, Sayan Sanya, Yodrak Salakjai, Chai Muengsingh et les chanteuses Pumpuang Duangjan, Pongsri Woranuch et Jintara Poonlarp.

## Discographie

### Label Topline Diamond
- 2003 - thaï : เห็นเธอที่เยอรมัน (Rendez-vous en Allemagne)
- 2004 - บักสิเด๋อ (Buk See Der)
- 2015 - หัวใจยอมให้ตั่ว (Tem Jai Yom Hai Tua)

### Label GMM Grammy
- 2007 - บ่าวพันธุ์พื้นเมือง (Bao Phan Phuen Mueang)
- 2008 - นักสู้หัวใจเซิ้ง (Nak Soo Huajai Seng)
- 2009 - เวลคัม ทู ทำนา / Welcome to Thamna
- 2010 - บ่มีสิทธิ์เหนื่อย (Bor Mee Sith Nuei)
- 2011 - Chanson สิงห์คะนองลำ (Sing Khanong Lam) (avec Monkhaen Kaenkoon)
- 2012 - เบอร์ 5 สังกัดพรรคเพื่อเธอ (No.5 Sangkad Phak Phuea Ther)